# Carro do ano
O Carro do Ano europeu é um prêmio estabelecido na Europa pela fundação Car Of the Year desde 1964, contando com a participação de jornalistas ligados à imprensa especializada em automóveis de sete países.
A organização local das revistas especializadas escolhe os automóveis finalistas, que formam uma lista com somente sete indicações, uma por país. Posteriormente estes automóveis competem para a premiação do título do Carro do Ano da Europa. Fiat (9), Renault (8), Peugeot (6), Ford (5)Opel/Vauxhall (5), Volkswagen (4), Citroën (3) e Toyota (3) são as marcas mais premiadas.
Segundo a fundação o objetivo da premiação é a escolha de um carro único que expresse o conjunto de requisitos relacionados com potência, design, acabamento e inovação. O processo de votação é voltado para o propósito de escolha do melhor automóvel, não tendo o objetivo de estabelecer uma escala técnica ou de mérito entre os automóveis votados. No modelo de premiação europeu não existem categorias, sub-divisões e classes de vencedores.

## Comitêorganizador
As seguintes revistas são responsáveis pela organização e premiação:
- «Revista Stern».  Alemanha
- «Revista Auto».  Itália
- «Revista Autocar».  Inglaterra
- «Revista Autopista».  Espanha
- «Revista AutoVisie».  Países Baixos
- «Revista L'Automobile Magazine».  França
- «Revista Vi Bilägare».  Suécia

## Vencedores
| European Car of the Year (em português: Carro do ano europeu) |                                         |      |                                |      |                        |      |
| Ano                                                           | 1º lugar                                | Pts. | 2º lugar                       | Pts. | 3º lugar               | Pts. |
| 1964                                                          | Rover 2000                              | 76   | Mercedes 600                   | 64   | Hillman Imp            | 31   |
| 1965                                                          | Austin 1800                             | 78   | Autobianchi Primula            | 51   | Ford Mustang           | 18   |
| 1966                                                          | Renault 16                              | 98   | Rolls-Royce Silver Shadow      | 81   | Oldsmobile Toronado    | 59   |
| 1967                                                          | Fiat 124                                | 144  | BMW 1600                       | 69   | Jensen FF              | 61   |
| 1968                                                          | NSU Ro 80                               | 197  | Fiat 125                       | 133  | Simca 1100             | 94   |
| 1969                                                          | Peugeot 504                             | 119  | BMW 2500/2800                  | 77   | Alfa Romeo 1750        | 76   |
| 1970                                                          | Fiat 128                                | 235  | Autobianchi A112               | 96   | Renault 12             | 79   |
| 1971                                                          | Citroën GS                              | 233  | Volkswagen K 70                | 121  | Citroën SM             | 105  |
| 1972                                                          | Fiat 127                                | 239  | Renault 15/17                  | 107  | Mercedes 350SL         | 96   |
| 1973                                                          | Audi 80                                 | 114  | Renault 5                      | 109  | Alfa Romeo Alfetta     | 95   |
| 1974                                                          | Mercedes 450S                           | 115  | Fiat X1/9                      | 99   | Honda Civic            | 90   |
| 1975                                                          | Citroën CX                              | 229  | Volkswagen Golf                | 164  | Audi 50                | 136  |
| 1976                                                          | Simca 1307-1308                         | 192  | BMW Série 3                    | 144  | Renault 30 TS          | 107  |
| 1977                                                          | Rover 3500                              | 157  | Audi 100                       | 138  | Ford Fiesta            | 135  |
| 1978                                                          | Porsche 928                             | 261  | BMW Série 7                    | 231  | Ford Granada           | 203  |
| 1979                                                          | Simca/Chrysler Horizon                  | 251  | Fiat Ritmo                     | 239  | Audi 80                | 181  |
| 1980                                                          | Lancia Delta                            | 369  | Opel Kadett                    | 301  | Peugeot 505            | 199  |
| 1981                                                          | Ford Escort                             | 326  | Fiat Panda                     | 308  | Austin Metro           | 255  |
| 1982                                                          | Renault 9                               | 335  | Opel Ascona                    | 304  | Volkswagen Polo        | 252  |
| 1983                                                          | Audi 100                                | 410  | Ford Sierra                    | 386  | Volvo 760              | 157  |
| 1984                                                          | Fiat Uno                                | 346  | Peugeot 205                    | 325  | Volkswagen Golf        | 156  |
| 1985                                                          | Opel Kadett                             | 326  | Renault 25                     | 261  | Lancia Thema           | 191  |
| 1986                                                          | Ford Scorpio                            | 337  | Lancia Y10                     | 291  | Mercedes-Benz 200-300E | 273  |
| 1987                                                          | Opel Omega                              | 275  | Audi 80                        | 238  | BMW Série 7            | 175  |
| 1988                                                          | Peugeot 405                             | 464  | Citroën AX                     | 252  | Honda Prelude          | 234  |
| 1989                                                          | Fiat Tipo                               | 356  | Opel Vectra                    | 261  | Volkswagen Passat      | 194  |
| 1990                                                          | Citroën XM                              | 390  | Mercedes-Benz SL               | 215  | Ford Fiesta            | 214  |
| 1991                                                          | Renault Clio                            | 312  | Nissan Primera                 | 258  | Opel Calibra           | 183  |
| 1992                                                          | Volkswagen Golf                         | 276  | Opel Astra                     | 231  | Citroën ZX             | 213  |
| 1993                                                          | Nissan Micra                            | 338  | Fiat Cinquecento               | 304  | Renault Safrane        | 244  |
| 1994                                                          | Ford Mondeo                             | 290  | Citroën Xantia                 | 264  | Mercedes-Benz C        | 192  |
| 1995                                                          | Fiat Punto                              | 370  | Volkswagen Polo                | 292  | Opel Omega             | 272  |
| 1996                                                          | Fiat Bravo/Brava                        | 378  | Peugeot 406                    | 363  | Audi A4                | 246  |
| 1997                                                          | Renault Mégane Scénic                   | 405  | Ford Ka                        | 293  | Volkswagen Passat      | 248  |
| 1998                                                          | Alfa Romeo 156                          | 454  | Volkswagen Golf                | 266  | Audi A6                | 265  |
| 1999                                                          | Ford Focus                              | 444  | Opel Astra                     | 269  | Peugeot 206            | 248  |
| 2000                                                          | Toyota Yaris                            | 344  | Fiat Multipla                  | 325  | Opel Zafira            | 265  |
| 2001                                                          | Alfa Romeo 147                          | 238  | Ford Mondeo                    | 237  | Toyota Prius           | 229  |
| 2002                                                          | Peugeot 307                             | 286  | Renault Laguna                 | 244  | Fiat Stilo             | 243  |
| 2003                                                          | Renault Mégane                          | 322  | Mazda 6                        | 302  | Citroën C3             | 214  |
| 2004                                                          | Fiat Panda                              | 281  | Mazda 3                        | 241  | Volkswagen Golf        | 241  |
| 2005                                                          | Toyota Prius                            | 406  | Citroën C4                     | 267  | Ford Focus             | 228  |
| 2006                                                          | Renault Clio                            | 256  | Volkswagen Passat              | 251  | Alfa Romeo 159         | 212  |
| 2007                                                          | Ford S-Max                              | 235  | Opel Corsa                     | 233  | Citroën C4 Picasso     | 222  |
| 2008                                                          | Fiat 500                                | 385  | Mazda2                         | 325  | Ford Mondeo            | 202  |
| 2009                                                          | Opel Insignia                           | 321  | Ford Fiesta                    | 320  | Volkswagen Golf        | 223  |
| 2010                                                          | Volkswagen Polo                         | 347  | Toyota iQ                      | 337  | Opel Astra             | 221  |
| 2011                                                          | Nissan Leaf                             | 257  | Alfa Romeo Giulietta           | 248  | Opel Meriva            | 244  |
| 2012                                                          | Chevrolet Volt/Opel Ampera              | 330  | Volkswagen Up!                 | 281  | Ford Focus             | 256  |
| 2013                                                          | Volkswagen Golf                         | 414  | Toyota GT86/Subaru BRZ         | 202  | Volvo V40              | 189  |
| 2014                                                          | Peugeot 308                             | 307  | BMW i3                         | 223  | Tesla Model S          | 216  |
| 2015                                                          | Volkswagen Passat                       | 340  | Citroën C4 Cactus              | 248  | Mercedes-Benz C        | 221  |
| 2016                                                          | Opel Astra                              | 312  | Volvo XC90                     | 294  | Mazda MX-5             | 202  |
| 2017                                                          | Peugeot 3008                            | 319  | Alfa Romeo Giulia              | 296  | Mercedes-Benz Classe E | 197  |
| 2018                                                          | Volvo XC40                              | 325  | SEAT Ibiza                     | 242  | BMW Série 5            | 226  |
| 2019                                                          | Jaguar I-Pace*                          | 250  | Alpine A110                    | 250  | Kia Ceed               | 247  |
| 2020                                                          | Peugeot 208                             | 281  | Tesla Model 3                  | 242  | Porsche Taycan         | 222  |
| 2021                                                          | Toyota Vitz                             | 266  | Fiat 500e                      | 240  | Cupra Formentor        | 239  |
| 2022                                                          | Kia EV6                                 | 279  | Renault Mégane E-tech Electric | 265  | Hyundai Ioniq 5        | 261  |
| 2023                                                          | Jeep Avenger                            | 328  | Volkswagen ID.Buzz             | 241  | Nissan Ariya           | 211  |
| 2024                                                          | Renault Scénic E-tech Electric          | 329  | BMW Série 5                    | 308  | Peugeot 3008 III       | 197  |
| 2025                                                          | Renault 5 E-Tech Electric / Alpine A290 | 329  | Kia EV3                        | 291  | Citroën C3 IV          | 217  |

## Modelos premiados duas vezes
Os modelos premiados duas vezes foram o Toyota Yaris, 2000 e 2021, o Renault Clio, 1991 e 2006 e finalmente o Golf, em 1992 e 2013.
| Troféus por marca | Troféus por marca | Troféus por marca | Troféus por marca   | Troféus por marca      | Troféus por marca                     | Troféus por marca                |
| Marca             | Troféus           | 2º/3ºlugares      | Veículos premiados  | Veículos premiados     | Veículos premiados                    | Veículos premiados               |
| ----------------- | ----------------- | ----------------- | ------------------- | ---------------------- | ------------------------------------- | -------------------------------- |
| Fiat              | 9                 | 16                | 124 (1967)          | 128 (1970)             | 127 (1972)                            | Uno (1984)                       |
| Fiat              | 9                 | 16                | Tipo (1989)         | Punto I (1995)         | Bravo/Brava (1996)                    | Panda Mk3 (2004)                 |
| Fiat              | 9                 | 16                | 500 (2008)          |                        |                                       |                                  |
| Renault           | 8                 | 15                | 16 (1966)           | 9 (1982)               | Clio I (1991)                         | Mégane Scénic I (1997)           |
| Renault           | 8                 | 15                | Mégane II (2003)    | Clio III (2006)        | Renault Scénic E-tech Electric (2024) | Renault 5 E-tech Electric (2025) |
| Peugeot           | 6                 | 10                | 504 (1969)          | 405 (1988)             | 307 (2002)                            | 308 II (2014)                    |
| Peugeot           | 6                 | 10                | 3008 II (2017)      | 208 II (2020)          |                                       |                                  |
| Ford              | 5                 | 16                | Escort (1981)       | Granada/Scorpio (1986) | Mondeo I (1994)                       | Focus I (1999)                   |
| Ford              | 5                 | 16                | S-Max I (2007)      |                        |                                       |                                  |
| Opel/Vauxhall     | 5                 | 16                | Kadett D (1985)     | Omega (1987)           | Insignia A (2009)                     | Ampera (2012)                    |
| Opel/Vauxhall     | 5                 | 16                | Astra K (2016)      |                        |                                       |                                  |
| Volkswagen        | 4                 | 16                | Golf III (1992)     | Polo V (2010)          | Golf VII (2013)                       | Passat B8 (2015)                 |
| Citroën           | 3                 | 11                | GS (1971)           | CX (1975)              | XM (1990)                             |                                  |
| Toyota            | 3                 | 5                 | Yaris/Vitz I (2000) | Prius (2005)           | Yaris/Vitz IV (2021)                  |                                  |
| Audi              | 2                 | 8                 | 80 (1973)           | 100 (1983)             |                                       |                                  |
| Alfa Romeo        | 2                 | 7                 | 156 (1998)          | 147 (2001)             |                                       |                                  |
| Chrysler/Simca    | 2                 | 3                 | 1307-1308 (1976)    | Horizon (1979)         |                                       |                                  |
| Nissan            | 2                 | 3                 | Micra (1993)        | Leaf (2011)            |                                       |                                  |
| Rover             | 2                 | 2                 | P6 2000 (1964)      | SD1 3500 (1977)        |                                       |                                  |
| Mercedes-Benz     | 1                 | 8                 | Classe S (1974)     |                        |                                       |                                  |
| Volvo             | 1                 | 4                 | XC40 (2018)         |                        |                                       |                                  |
| Lancia            | 1                 | 3                 | Delta (1979)        |                        |                                       |                                  |
| Austin            | 1                 | 2                 | 1800 (1965)         |                        |                                       |                                  |
| Alpine            | 1                 | 1                 | Alpine A290 (2025)  |                        |                                       |                                  |
| Jaguar            | 1                 | 1                 | I-Pace (2019)       |                        |                                       |                                  |
| NSU               | 1                 | 1                 | Ro 80 (1968)        |                        |                                       |                                  |
| Porsche           | 1                 | 1                 | 928 (1978)          |                        |                                       |                                  |
| BMW               | 0                 | 7                 |                     |                        |                                       |                                  |
| Mazda             | 0                 | 4                 |                     |                        |                                       |                                  |
| Autobianchi       | 0                 | 2                 |                     |                        |                                       |                                  |
| Honda             | 0                 | 2                 |                     |                        |                                       |                                  |
| Tesla             | 0                 | 2                 |                     |                        |                                       |                                  |
| Hillman           | 0                 | 1                 |                     |                        |                                       |                                  |
| Jensen            | 0                 | 1                 |                     |                        |                                       |                                  |
| Kia               | 0                 | 1                 |                     |                        |                                       |                                  |
| Oldsmobile        | 0                 | 1                 |                     |                        |                                       |                                  |
| Rolls Royce       | 0                 | 1                 |                     |                        |                                       |                                  |
| SEAT              | 0                 | 1                 |                     |                        |                                       |                                  |
| Cupra             | 0                 | 1                 |                     |                        |                                       |                                  |

## Carro do Ano no Brasil
No Brasil, o prêmio de Carro do Ano é organizado pela Revista Autoesporte, que possui os direitos sobre a marca. Diferentemente da Europa, os prêmios são divididos em seis categorias:
- Carro do Ano
- Carro Premium do Ano
- Utilitário do Ano
- Utilitário Premium do Ano
- Motor do Ano
- Motor Premium do Ano